# سالي ريد
سالي ريد (بالإنجليزية: Sally Read)‏ (1971)؛ كاتِبة وشاعرة بريطانية.

## روابط خارجية
- سالي ريد على موقع ميوزك برينز (الإنجليزية)